# イ・ジェソン (アナウンサー)
イ・ジェソン（ハングル表記：이재성）は、大韓民国のKBS所属のアナウンサー。2015年にKBSの第42期公開採用でアナウンサーとして採用され入局した。『生き生き情報』や『그녀들의 여유만만』（仮訳：彼女たちの余裕満々）などの番組に出演している。